# Чемпіонат світу з хокею із шайбою
Чемпіонат світу з хокею із шайбою — щорічне змагання, яке організовує Міжнародна федерація хокею із шайбою з 1920 року. Спочатку турнір проводили під час Олімпійських ігор (у 1920 році на літніх іграх, в 1924 і 1928 роках спільно з зимовими іграми). З 1930 року змагання стало щорічним за винятком 1940—1946 років (не відбулись через Другу світову війну), 1980, 1984, 1988 років (через Зимові Олімпійські ігри), а чемпіонат світу 2020 року скасували через пандемію коронавірусу. Аж до 1968 року в роки проведення зимових Олімпіад їхній турнір з хокею з шайбою вважали також чемпіонатом світу. До 1991 року під час світової першості проходили також чемпіонати Європи з хокею.

## Чинний чемпіон
Чинним чемпіоном світу з хокею є збірна США.

## Історія турніру

### Передмова
Міжнародна федерація хокею із шайбою заснована 15 травня 1908 року у Парижі. Статутний договір підписали представники Бельгії, Великої Британії, Франції та Швейцарії. Пізніше того ж року до організації приєдналася Богемія. Першим змаганням під орудою федерації став чемпіонат Європи, проведений 1910 року.
У Північній Америці в 1917 році було засновано Національну хокейну лігу.

### 1920—1928: дебют на Олімпійських іграх
Хокей дебютував на Літніх Олімпійських іграх 1920 він також став першим офіційним чемпіонатом світу. Другий та третій чемпіонат відбулись вже на перших Зимових олімпійських іграх в Шамоні 1924 року, а згодом і на других в Санкт-Моріці. Треба відзначити той факт, що збірну Канади презентували не національна збірна, а аматорські клуби переможці Кубка Аллана. Така система відбору для канадців зберігалась до 1963 року.

### 1930—1953: панування канадців
Як окремий турнір чемпіонат відбувся в 1930 одразу в трьох містах, вчетверте титул здобули канадці. Шоста світова першість знову відбулась під час Зимових Олімпійських ігор в Лейк-Плесіді. Канадську гегемонію в 1933 перервали американці в Празі та британці в складі яких зіграли колишні канадці на Зимовій Олімпіаді 1936.
До Другої світової війни канадська збірна ще тричі святкувала перемогу на світових форумах. Під час Другої світової війни чемпіонати світу не відбувались.
Перша світова першість після війни в Празі подарувала нового чемпіона збірну Чехословаччину. На V Зимових Олімпійських іграх в швейцарському Санкт-Моріц канадці відновили статус-кво але через рік Чехословаччина вдруге здобула титул чемпіонів. Наступні три першості були за «родоначальниками» хокею канадцями.
Чемпіонат 1953 пройшов без участі багаторазових чемпіонів канадців і золото вперше здобули шведи.

### 1954—1962: протистояння Канада-СРСР
У 1954 на чемпіонатах світу дебютує збірна СРСР під керівництвом головного тренера Аркадія Чернишова і одразу здобуває золото. Таким чином радянська збірна стала п'ятою яка здобула золото світових першостей. У 1955 канадці здобувають шістнадцяте світове золото перемагаючи СРСР у вирішальному матчі з рахунком 5–0. На Олімпійських іграх 1956 в італійському Кортіна-д'Ампеццо СРСР перемагає Канаду з рахунком 2–0 і вдруге стає чемпіоном, канадці в підсумку лише треті.
Через угорські події канадці та американці відмовились від участі в чемпіонаті, який вперше приймала Москва. Досить несподівано шведи вдруге виграли чемпіонат. Також на цьому чемпіонаті було встановлено рекорд відвідуваності для відкритих арен 55,000 глядачів на стадіоні «Лужники», цей рекорд був побитий на чемпіонаті 2010. Матч-відкриття 74-го чемпіонату світу з хокею відбувся на Фельтінс-Арені у Гельзенкірхені 7 травня між збірними Німеччиною та США. З цієї нагоди, була збільшення місткість стадіону (стадіон вміщував 76152 глядачів).
Канадці двічі поспіль здобули золото в 1958 і 1959, Зимові Олімпійські ігри 1960 виграла збірна США, це друге золото американців на світових форумах. Два наступних чемпіонати виграли відповідно канадці (19-й титул) та шведи (3-й титул).

### 1963—1976: домінування СРСР
Треті золоті нагороди світової першості радянська збірна здобула в 1963. Не стали винятком і Олімпійські ігри 1964 в австрійському Інсбруці. Після подій в Чехословаччині 1968 року черговий чемпіонат перенесли з Праги в Стокгольм але канадці, які до цього часу вже почали надсилати збірну, складену з аматорів, зажадали такі самі дії і від основних конкурентів — СРСР, Швеції та Чехословаччини. Зрештою ІІХФ відмовила визнати статус «профі» за європейськими збірними, а канадці почали бойкотувати світові турніри аж до 1977 року. Панування ж збірної СРСР після рішення канадців тільки посилилось, за цей час лише двічі збірна Чехословаччини спромоглась перервати гегемонію радянської збірної в 1972 та 1976 роках.
З 1976 чемпіонат почав проходити окремо від хокейного Олімпійського турніру, а з 1980 по 1988 взагалі не відбувався в рік Олімпіад.

### 1976—1987: перші «профі»
Президент ІІХФ Гюнтер Сабецкі за сприяння якого був започаткований Кубок Канади також ухвалив революційне рішення про допуск гравців професійних північно-американських ліг до участі в чемпіонатах світу. У 1976 цим скористалась збірна США, а наступного року збірна Канади відновила свою участь на світовому рівні правда поступившись збірній СРСР з загальним рахунком 2–19. Титул чемпіона вп'яте здобула збірна Чехословаччини.
Допущення професіоналів підвищив престиж світової першості, але збірна СРСР залишається головним тріумфатором з 1978 по 1983 з п'яти чемпіонатів вони виграють всі. Зламним став чемпіонат 1985, який пройшов в Празі. Збірна СРСР на попередньому етапі здобула сім перемог з загальною різницею шайб 52–7. На другому етапі вже в першому матчі програють господарям 1–2, а в другому турі зазнають поразки і від канадців 1–3. Таким чином канадці вперше після 1962 здобувають срібло чемпіонату, а радянська збірна лише бронзу.
На домашньому чемпіонаті в Москві в 1986 СРСР бере переконливий реванш здобувши в десяти матчах десять перемог.
Наступна першість 1987 року принесла нового чемпіона світу, збірна Швеції після 25-річної перерви здобула золото, розгромивши канадців 9–0 в останньому турі та за однакової кількості з СРСР вони мали кращу різницю шайб +9 проти +1 в радянської збірної.

### 1989—1992: падіння залізної завіси
У 1989 році радянські та чехословацькі хокеїсти офіційно отримали право виступати в НХЛ. Першим гравцем СРСР в НХЛ став Сергій Пряхін. П'ятірка Ларіонова майже повним складом отримала право виступати закордоном. Але до цього вони ще допоможуть збірній СРСР здобути два золота в 1989 та 1990. У 1991 в рамках чемпіонату світу востаннє пройшов чемпіонат Європи, який після цього скасували. А на чемпіонатах світу 1991 та 1992 років двічі поспіль золото здобувають шведи, причому в 1992 збірна Росії, яка стала правонаступником СРСР не потрапила навіть до четвірки найкращих, четверте місце несподівано посіли швейцарці.

### 1993—2019: утвердження та панування великої хокейної шістки
Своє перше золото здобуває російська збірна в 1993 році. Наступного року після 33-річної перерви титул чемпіона повертає собі збірна Канади. Збірна Фінляндії вперше в своїй історії стала чемпіоном світу у 1995 році. Чехи вже традиційно в Відні оформлюють своє перше чемпіонство (вони є правонаступниками Чехословаччини). Таким чином формується велика хокейна шістка: Канада, Росія, Чехія, Швеція, Фінляндія і США, яка домінує на першостях світу.
До 2002 року ще по чемпіонському титулу здобудуть канадці та шведи і ще тричі чехи, а чемпіонат 2002 року несподівано виграють словаки, які в фіналі долають росіян 4–3. У складі словаків серед чемпіонів був і уродженець України Петер Бондра.
Канадці тріумфують на першостях 2003 і 2004, їх головні конкуренти — росіяни взагалі в цей час лишаються за межами чільної трійки. Наступні три чемпіонати послідовно виграють чехи, шведи та канадці (останні виграють на батьківщині головних конкурентів росіян).
Першість 2008 року вперше проходила в Канаді і тепер вже росіяни після 15-річної перерви здобувають золото здолавши господарів в овертаймі 5–4, а наступного року виграють вдруге поспіль цього разу в основний час 2–1.
Турнір 2010 року як вже зазначалось вище ознаменувався новим глядацьким рекордом, а також шостим чемпіонським титулом збірної Чехії, яка здолала росіян 2–1.
Першість 2011 вперше приймала Словаччина. Фіни вдруге тріумфували обігравши шведів 6–1. Росіяни здобули бронзові нагороди.
Чемпіонат 2012, як і наступний пройшов у Фінляндії і Швеції, змінювались тільки господарі. У 2012 росіяни здолали словаків 6–2, чехи бронзові призери. У 2013 шведи здолали швейцарців 5–1 (після ЧС-1986, де СРСР став чемпіоном це другий випадок коли господарі стали чемпіонами), збірна США бронзовий призер.
Білорусь вперше приймала чемпіонат світу в 2014 році. Росіяни здобули свій п'ятий титул, а разом з СРСР це 27-й титул, перегравши фінів з рахунком 5–2, третє місце посіли шведи.
У 2015 та 2016 роках турнір виграють канадці, їх успіх також двічі повторили шведи в 2017 та 2018 роках, причому у фіналі 2017 року «Три корони» здолали саме канадців.
У 2019 році після восьмирічної перерви і знову, як і 2011 року в Словаччині, чемпіонами стали фіни, які здолали в фінальному матчі канадців 3–1. Росіяни стали бронзовими призерами здолавши чехів по булітах.

### 2020—: COVID-19, відсторонення росіян та тріумф збірної США
21 березня 2020 року чемпіонат світу поточного року, а також турніри в нижчих дивізіонах були скасовані через пандемію коронавірусу.
Після річної перерви через пандемію COVID-19 світова першість 2021 року мала відбутись у двох країнах: Білорусі та Латвії. У зв'язку з тривалими протестами в Білорусі, кілька політичних груп, політиків та міжнародних структур, а також Європейський парламент та прем'єр-міністр Латвії Кріш'яніс Каріньш закликали позбавити Білорусь проведення чемпіонату світу. 18 січня 2021 року члени Ради ІІХФ вирішили, що чемпіонат світу не проводитиметься в Білорусі. Ще одним важливим моментом стали порожні трибуни на матчах через пандемію COVID-19. Після стартових двох турів серед аутсайдерів опинились збірні Швеції, Чехії та Канади, які програли по дві гри, причому «кленові» додали до пасиву ще і третю поразку від німців. Шведи зрештою не потрапили до плей-оф та посіли підсумкове дев'яте місце. Канадці стали чемпіонами світу незважаючи на чотири поразки в пасиві, фіни фінішували другими, а американці третіми.
24 лютого 2022 року розпочалось повномасштабне вторгнення Росії в Україну. 28 лютого 2022 року Міжнародна федерація хокею із шайбою ухвалила рішення про виключення збірних Росії та Білорусі з турніру. Збірні Австрії та Франції замінили збірні агресорів.
За підсумками чемпіонату 2022 року збірна Чехії виборола бронзові нагороди і це відбулось вперше з 2012 року, американці посіли четверту сходинку. Фіни вчетверте виграли золоті нагороди перегравши канадців.
86-й чемпіонат світу, що відбувся в 2023 році, ознаменувався кількома сенсаційними результатами, а саме перемога Казахстану над Норвегією, Угорщини над Францією, перша в історії перемога Латвії над Чехією, а також Казахстану над Словаччиною. Латиші вперше здобули бронзові нагороди перегравши американців в овертаймі, а канадці здобули свою 28-у перемогу перегравши у фіналі німців 5–2, для яких ці срібні нагороди стали третіми з 1953 року.
У 2024 році після чотирнадцятирічної перерви всьоме чемпіонами стали чехи, швейцарці задовольнились срібними медалями, а шведи після чотирьох років без нагород здобули бронзу перегравши канадців, які вперше за чотири роки навпаки залишились поза чільної трійки.
88-й за ліком чемпіонат, що відбувся у Швеції та Данії, найбільшою сенсацією якого стала поразка одного із фаворитів канадців у чвертьфіналі від співгосподарів змагань данців із рахунком 2–1. Таким чином Данія вперше вийшла до стадії півфіналу, тоді як Канада не потрапила до четвірки найкращих уперше з 2014 року. Збірна США вперше вийшла до фіналу, обігравши шведів у півфіналі з рахунком 6–2. У підсумку шведи здобули бронзу перегравши данців з рахунком 6–2, а у фіналі американці в додатковий час переграли швейцарів (для яких це був другий поспіль фінал) з мінімальним рахунком 1–0 та через 65 років втретє в історії здобули золоті медалі.

## Структура чемпіонату
17 вересня 2010 року в Порторожі, під час конгресу IIHF було ухвалено рішення про зміну розіграшу чемпіонату світу в елітному дивізіоні. Попередній етап розігруватися не буде, а в кваліфікації учасники будуть розбиті на дві групи по вісім команд, по чотири з яких будуть виходити у фінальний етап (плей-оф). На етапі чвертьфіналів, команди будуть грати проти команд іншої групи за такою схемою: А1 проти B4, А2 проти В3, A3 проти В2 і А4 проти В1. Команди, що зайняли останні місця в групах вибувають до першого Дивізіону. Команди, що посіли з 5 по 8 місця в групах, більше матчів на чемпіонаті не грають. Ці зміни набули чинності з чемпіонату світу 2012 року.

## Призери чемпіонатів світу з хокею із шайбою
| * | Проведені під час літніх Олімпійських Ігор (1920)       |
| * | Проведені під час зимових Олімпійських Ігор (1924—1968) |

| Рік  | Місце і країна проведення   | Місце і країна проведення | Чемпіони                          | 2-е місце                         | 3-є місце                         |
| ---- | --------------------------- | ------------------------- | --------------------------------- | --------------------------------- | --------------------------------- |
| 1920 | Антверпен                   | Бельгія                   | Канада (1)                        | США                               | Чехословаччина                    |
| 1924 | Шамоні                      | Франція                   | Канада (2)                        | США                               | Велика Британія                   |
| 1928 | Санкт-Моріц                 | Швейцарія                 | Канада (3)                        | Швеція                            | Швейцарія                         |
| 1930 | Шамоні Відень Берлін        | Франція Австрія Німеччина | Канада (4)                        | Німеччина                         | Швейцарія                         |
| 1931 | Криниця-Здруй               | Польща                    | Канада (5)                        | США                               | Австрія                           |
| 1932 | Лейк-Плесід                 | США                       | Канада (6)                        | США                               | Німеччина                         |
| 1933 | Прага                       | Чехословаччина            | США (1)                           | Канада                            | Чехословаччина                    |
| 1934 | Мілан                       | Італія                    | Канада (7)                        | США                               | Німеччина                         |
| 1935 | Давос                       | Швейцарія                 | Канада (8)                        | Швейцарія                         | Велика Британія                   |
| 1936 | Гарміш-Партенкірхен         | Німеччина                 | Велика Британія (1)               | Канада                            | США                               |
| 1937 | Лондон                      | Велика Британія           | Канада (9)                        | Велика Британія                   | Швейцарія                         |
| 1938 | Прага                       | Чехословаччина            | Канада (10)                       | Велика Британія                   | Чехословаччина                    |
| 1939 | Цюрих Базель                | Швейцарія                 | Канада (11)                       | США                               | Швейцарія                         |
| 1947 | Прага                       | Чехословаччина            | Чехословаччина (1)                | Швеція                            | Австрія                           |
| 1948 | Санкт-Моріц                 | Швейцарія                 | Канада (12)                       | Чехословаччина                    | Швейцарія                         |
| 1949 | Стокгольм                   | Швеція                    | Чехословаччина (2)                | Канада (13)                       | США                               |
| 1950 | Лондон                      | Велика Британія           | Канада (13)                       | США                               | Швейцарія                         |
| 1951 | Париж                       | Франція                   | Канада (14)                       | Швеція                            | Швейцарія                         |
| 1952 | Осло                        | Норвегія                  | Канада (15)                       | США                               | Швеція                            |
| 1953 | Цюрих Базель                | Швейцарія                 | Швеція (1)                        | ФРН                               | Швейцарія                         |
| 1954 | Стокгольм                   | Швеція                    | СРСР (1)                          | Канада                            | Швеція                            |
| 1955 | Крефельд Дортмунд Кельн     | ФРН                       | Канада (16)                       | СРСР                              | Чехословаччина                    |
| 1956 | Кортіна-д'Ампеццо           | Італія                    | СРСР (2)                          | США                               | Канада                            |
| 1957 | Москва                      | СРСР                      | Швеція (2)                        | СРСР                              | Чехословаччина                    |
| 1958 | Осло                        | Норвегія                  | Канада (17)                       | СРСР                              | Швеція                            |
| 1959 | Прага Братислава            | Чехословаччина            | Канада (18)                       | СРСР                              | Чехословаччина                    |
| 1960 | Скво-Веллі                  | США                       | США (2)                           | Канада                            | СРСР                              |
| 1961 | Женева Лозанна              | Швейцарія                 | Канада (19)                       | Чехословаччина                    | СРСР                              |
| 1962 | Колорадо-Спрінгс Денвер     | США                       | Швеція (3)                        | Канада                            | США                               |
| 1963 | Стокгольм                   | Швеція                    | СРСР (3)                          | Швеція                            | Чехословаччина                    |
| 1964 | Інсбрук                     | Австрія                   | СРСР (4)                          | Швеція                            | Чехословаччина                    |
| 1965 | Тампере                     | Фінляндія                 | СРСР (5)                          | Чехословаччина                    | Швеція                            |
| 1966 | Любляна                     | Югославія                 | СРСР (6)                          | Чехословаччина                    | Канада                            |
| 1967 | Відень                      | Австрія                   | СРСР (7)                          | Швеція                            | Канада                            |
| 1968 | Гренобль                    | Франція                   | СРСР (8)                          | Чехословаччина                    | Канада                            |
| 1969 | Стокгольм                   | Швеція                    | СРСР (9)                          | Швеція                            | Чехословаччина                    |
| 1970 | Стокгольм                   | Швеція                    | СРСР (10)                         | Швеція                            | Чехословаччина                    |
| 1971 | Берн Женева                 | Швейцарія                 | СРСР (11)                         | Чехословаччина                    | Швеція                            |
| 1972 | Прага                       | Чехословаччина            | Чехословаччина (3)                | СРСР                              | Швеція                            |
| 1973 | Москва                      | СРСР                      | СРСР (12)                         | Швеція                            | Чехословаччина                    |
| 1974 | Гельсінкі                   | Фінляндія                 | СРСР (13)                         | Чехословаччина                    | Швеція                            |
| 1975 | Мюнхен Дюссельдорф          | ФРН                       | СРСР (14)                         | Чехословаччина                    | Швеція                            |
| 1976 | Катовиці                    | Польща                    | Чехословаччина (4)                | СРСР                              | Швеція                            |
| 1977 | Відень                      | Австрія                   | Чехословаччина (5)                | Швеція                            | СРСР                              |
| 1978 | Прага                       | Чехословаччина            | СРСР (15)                         | Чехословаччина                    | Канада                            |
| 1979 | Москва                      | СРСР                      | СРСР (16)                         | Чехословаччина                    | Швеція                            |
| 1981 | Гетеборг Стокгольм          | Швеція                    | СРСР (17)                         | Швеція                            | Чехословаччина                    |
| 1982 | Гельсінкі Тампере           | Фінляндія                 | СРСР (18)                         | Чехословаччина                    | Канада                            |
| 1983 | Дюссельдорф Дортмунд Мюнхен | ФРН                       | СРСР (19)                         | Чехословаччина                    | Канада                            |
| 1985 | Прага                       | Чехословаччина            | Чехословаччина (6)                | Канада                            | СРСР                              |
| 1986 | Москва                      | СРСР                      | СРСР (20)                         | Швеція                            | Канада                            |
| 1987 | Відень                      | Австрія                   | Швеція (4)                        | СРСР                              | Чехословаччина                    |
| 1989 | Стокгольм Седертельє        | Швеція                    | СРСР (21)                         | Канада                            | Чехословаччина                    |
| 1990 | Берн Фрібур                 | Швейцарія                 | СРСР (22)                         | Швеція                            | Чехословаччина                    |
| 1991 | Турку Гельсінкі Тампере     | Фінляндія                 | Швеція (5)                        | Канада                            | СРСР                              |
| 1992 | Прага Братислава            | Чехословаччина            | Швеція (6)                        | Фінляндія                         | Чехословаччина                    |
| 1993 | Дортмунд Мюнхен             | Німеччина                 | Росія (1)                         | Швеція                            | Чехія                             |
| 1994 | Больцано Канацеї Мілан      | Італія                    | Канада (20)                       | Фінляндія                         | Швеція                            |
| 1995 | Стокгольм Євле              | Швеція                    | Фінляндія (1)                     | Швеція                            | Канада                            |
| 1996 | Відень                      | Австрія                   | Чехія (1)                         | Канада                            | США                               |
| 1997 | Гельсінкі Турку Тампере     | Фінляндія                 | Канада (21)                       | Швеція                            | Чехія                             |
| 1998 | Цюрих Базель                | Швейцарія                 | Швеція (7)                        | Фінляндія                         | Чехія                             |
| 1999 | Осло Ліллегаммер Гамар      | Норвегія                  | Чехія (2)                         | Фінляндія                         | Швеція                            |
| 2000 | Санкт-Петербург             | Росія                     | Чехія (3)                         | Словаччина                        | Фінляндія                         |
| 2001 | Кельн Ганновер Нюрнберг     | Німеччина                 | Чехія (4)                         | Фінляндія                         | Швеція                            |
| 2002 | Гетеборг Карлстад Єнчопінг  | Швеція                    | Словаччина (1)                    | Росія                             | Швеція                            |
| 2003 | Гельсінкі Тампере Турку     | Фінляндія                 | Канада (22)                       | Швеція                            | Словаччина                        |
| 2004 | Прага Острава               | Чехія                     | Канада (23)                       | Швеція                            | США                               |
| 2005 | Інсбрук Відень              | Австрія                   | Чехія (5)                         | Канада                            | Росія                             |
| 2006 | Рига                        | Латвія                    | Швеція (8)                        | Чехія                             | Фінляндія                         |
| 2007 | Москва Митищі               | Росія                     | Канада (24)                       | Фінляндія                         | Росія                             |
| 2008 | Галіфакс Квебек             | Канада                    | Росія (2)                         | Канада                            | Фінляндія                         |
| 2009 | Клотен Берн Цюрих           | Швейцарія                 | Росія (3)                         | Канада                            | Швеція                            |
| 2010 | Кельн Мангейм Гельзенкірхен | Німеччина                 | Чехія (6)                         | Росія                             | Швеція                            |
| 2011 | Братислава Кошиці           | Словаччина                | Фінляндія (2)                     | Швеція                            | Чехія                             |
| 2012 | Гельсінкі Стокгольм         | Фінляндія Швеція          | Росія (4)                         | Словаччина                        | Чехія                             |
| 2013 | Стокгольм Мальме Турку      | Швеція Фінляндія          | Швеція (9)                        | Швейцарія                         | США                               |
| 2014 | Мінськ                      | Білорусь                  | Росія (5)                         | Фінляндія                         | Швеція                            |
| 2015 | Прага Острава               | Чехія                     | Канада (25)                       | Росія                             | США                               |
| 2016 | Санкт-Петербург Москва      | Росія                     | Канада (26)                       | Фінляндія                         | Росія                             |
| 2017 | Кельн Париж                 | Німеччина Франція         | Швеція (10)                       | Канада                            | Росія                             |
| 2018 | Копенгаген Гернінг          | Данія                     | Швеція (11)                       | Швейцарія                         | США                               |
| 2019 | Братислава Кошиці           | Словаччина                | Фінляндія (3)                     | Канада                            | Росія                             |
| 2020 | Цюрих Лозанна               | Швейцарія                 | скасовано через пандемію COVID-19 | скасовано через пандемію COVID-19 | скасовано через пандемію COVID-19 |
| 2021 | Рига                        | Латвія                    | Канада (27)                       | Фінляндія                         | США                               |
| 2022 | Гельсінкі Тампере           | Фінляндія                 | Фінляндія (4)                     | Канада                            | Чехія                             |
| 2023 | Тампере Рига                | Фінляндія Латвія          | Канада (28)                       | Німеччина                         | Латвія                            |
| 2024 | Прага Острава               | Чехія                     | Чехія (7)                         | Швейцарія                         | Швеція                            |
| 2025 | Стокгольм Гернінг           | Швеція Данія              | США (3)                           | Швейцарія                         | Швеція                            |
| 2026 | Цюрих Фрібур                | Швейцарія                 |                                   |                                   |                                   |
| 2027 | Дюссельдорф Мангайм         | Німеччина                 |                                   |                                   |                                   |
| 2028 | Париж Ліон                  | Франція                   |                                   |                                   |                                   |

Примітки
1. Всі Олімпійські хокейні турніри з 1920 по 1968 рр. також вважалися чемпіонатами світу.
2. На турнірі Олімпійських ігор 1964 р., підрахунок очок для Олімпійських медалей проводився окремо від чемпіонату світу.
3. У 1980, 1984 і 1988 рр. (роки Олімпійських ігор) чемпіонати світу не проводилися.
4. У графі «місце проведення» зазначено лише місце проведення основного турніру.

## Таблиця медалей
За всю історію чемпіонатів світу тільки 8 країн ставали володарями золотих медалей. Ще чотирьом збірним вдавалося завоювати медалі меншої вартості. Найбільшу кількість чемпіонських титулів завоювали збірна Канади — 28 разів, збірна СРСР — 22 рази (разом з перемогами збірної Росії — 27 титулів). Найбільшу загальну кількість медалей вдалося завоювати збірній Канади.
| Країна               | Золото  | Срібло  | Бронза  | Всього медалей |
| -------------------- | ------- | ------- | ------- | -------------- |
| Канада               | 28      | 16      | 9       | 53             |
| Росія СРСР           | 5 22 27 | 3 7 10  | 5 10    | 13 34 47       |
| Чехія Чехословаччина | 7 6 13  | 1 12 13 | 6 16 22 | 14 34 48       |
| Швеція               | 11      | 19      | 19      | 49             |
| Фінляндія            | 4       | 9       | 3       | 16             |
| США                  | 3       | 9       | 9       | 21             |
| Велика Британія      | 1       | 2       | 2       | 5              |
| Словаччина           | 1       | 2       | 1       | 4              |
| Швейцарія            | 0       | 5       | 8       | 13             |
| Німеччина            | 0       | 3       | 2       | 5              |
| Австрія              | 0       | 0       | 2       | 2              |
| Латвія               | 0       | 0       | 1       | 1              |

* Країни, виділені курсивом більше не виступають на Чемпіонатах світу.
** Росія успадкувала членство СРСР в міжнародній федерації хокею, так само і Чехія — Чехословаччини, тому офіційна статистика для цих країн загальна.

## Цікаві факти
- Збірна Великої Британії, яка виграла Чемпіонат світу в рамках Зимової Олімпіади 1936 року, складалася з канадців.
- Стати чемпіонами світу на своєму полі змогли п'ять збірних дев'ять разів: по три рази нині не існуючі збірні Чехословаччини (1947, 1972, 1985) і СРСР (1973, 1979, 1986) і по одному разу збірні США (1960, на Зимовій Олімпіаді), Швеції на чемпіонаті світу 2013 року та Фінляндії 2022 році. При цьому найгірший результат збірної Росії за всю історію — 11 місце був зафіксований на чемпіонаті 2000 року в Санкт-Петербурзі.
- Канадці на турнірі 2021 року стали першою збірною, які виграли чемпіонат з чотирма поразками в пасиві.[34]
- Попри те, що Канада є родоначальником хокею і однією з найсильніших хокейних держав, до 2008 року (року 100-річчя хокею) чемпіонат світу ніколи не проходив у цій країні.
- В іншій «великий» хокейній країні — США, першість світу також проходила лише одного разу в 1962 році. Ще двічі чемпіонати світу проводилися в США в рамках зимових Олімпійських ігор 1932 і 1960 років, так як на той момент в олімпійські роки окремих чемпіонатів світу не проводилося.
- Всі інші чемпіонати світу проводилися в Європі.
- Найбільше число разів чемпіонат світу як самостійний турнір (без урахування олімпійських турнірів, станом на 2025 рік) приймала Швеція (12 разів), Чехія (11 разів, включаючи Чехословаччину — 8), Фінляндія (10 разів), Німеччина (9 разів), Швейцарія (8 разів), Росія (7 разів, включаючи СРСР — 4), Австрія (6 разів).